# Championnat d'Europe d'échecs de la jeunesse

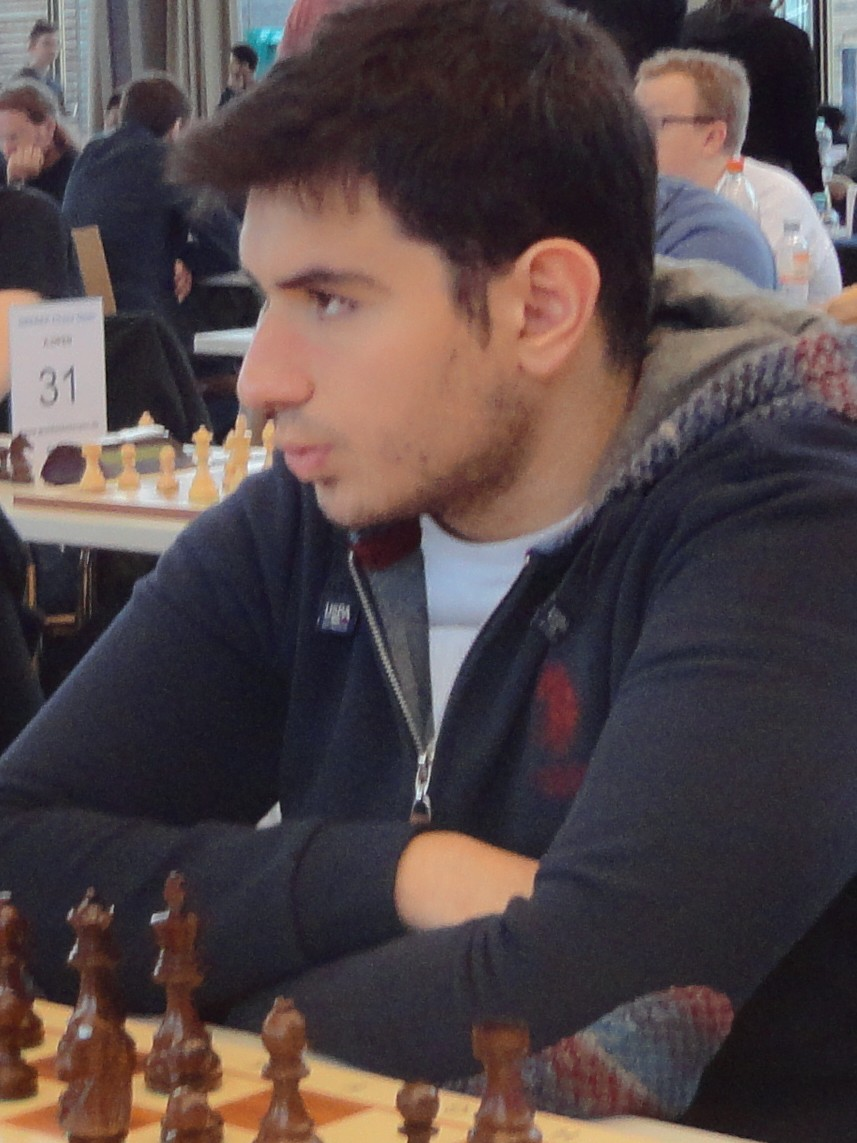
Championnat d’Europe 2016 (Karlsruhe) : Cemil Can Ali Marandi

Le championnat d'Europe d'échecs de la jeunesse est une épreuve organisée depuis 1991 par l'European Chess Union. Elle décerne des prix pour les catégories moins de 8, 10, 12, 14, 16, 18 ans (âge au 1er janvier de l'année en cours) et également du côté féminin.
Jusqu'en 2002, il y eut aussi un championnat d'Europe d'échecs junior pour les moins de 20 ans (âge au 1er janvier).

## Multiples vainqueurs de l'épreuve mixte (« open »)
5 titres
- Cemil Can Ali Marandi (en 2008, 2010, 2011, 2014 et 2015), qui a été champion dans toutes les catégories, sauf celle des moins de 9 ans (qui n'a été créée qu'en 2010)

4 titres
- Teimour Radjabov (en 1996, 1997, 1998 et 1999)

3 titres
- Robert Kempiński (en 1993, 1994 et 1995)
- Ian Nepomniachtchi (en 2000, 2001 et 2002)
- Sanan Siouguirov (en 2004, 2005 et 2007)
- Ivan Boukavchine (en 2006, 2008 et 2010)

## Palmarès de l'épreuve mixte

### 1987 à 2006
| Année, lieu | Année, lieu     | Moins de 10 ans                                                   | Moins de 12 ans                                             | Moins de 14 ans                                                      | Moins de 16 ans                                  | Moins de 18 ans                                                      |
| ----------- | --------------- | ----------------------------------------------------------------- | ----------------------------------------------------------- | -------------------------------------------------------------------- | ------------------------------------------------ | -------------------------------------------------------------------- |
| 1987        | Saltsjöbaden    |                                                                   |                                                             |                                                                      | Throstur Arnason (2e : Jean-Marc Degraeve)       |                                                                      |
| 1988        | Saltsjöbaden    |                                                                   |                                                             |                                                                      | Arnaud Payen                                     |                                                                      |
| 1991        | Mamaia          | Adrien Leroy                                                      | Péter Lékó                                                  | Thomas Oral (2e : Boris Avroukh) (3e : Zoltán Gyimesi)               | Andrei Istrățescu                                |                                                                      |
| 1992        | Rimavská Sobota | Krzysztof Gratka                                                  | Péter Ács                                                   | Péter Lékó (2e : Igor-Alexandre Nataf)                               | Vadim Zviaguintsev                               |                                                                      |
| 1993        | Szombathely     | Étienne Bacrot                                                    | Valeri Gaprindachvili                                       | Erald Dervishi                                                       | Robert Kempiński (2e : Róbert Ruck)              |                                                                      |
| 1994        | Băile Herculane | Gadir Gousseinov                                                  | Valeri Gaprindachvili                                       | Karl Mah                                                             | Aliakseï Tcharnouchevitch (2e : Mikhaïl Kobalia) | Robert Kempiński (2e : Róbert Ruck)                                  |
| 1995        | Verdun          | Arkadij Naiditsch (2e : Aleksandr Riazantsev) (3e : Jan Smeets)   | Étienne Bacrot                                              | Sergueï Fedortchouk (3e : Laurent Fressinet)                         | Pavel Simacek                                    | Robert Kempiński (2e : Jonathan Rowson)                              |
| 1996        | Rimavská Sobota | Teimour Radjabov (2e : Vugar Gashimov) (3e : Gadir Gousseinov)    | Youriï Drozdovskyï                                          | Evgueni Kobylkin                                                     | Fabian Doettling                                 | Ruslan Ponomariov (2e : Mikhaïl Kobalia)                             |
| 1997        | Tallinn         | Teimour Radjabov                                                  | Ilia Zarezenko                                              | Youriï Drozdovskyï (2e : Michael Roiz) (3e : Zviad Izoria)           | Alexander Kundin                                 | Mikheil Mtchedlichvili                                               |
| 1998        | Mureck          | Dmitro Tichine (2e : David Baramidze) (3e : Ievgueni Tomachevski) | Teimour Radjabov                                            | Aleksandr Riazantsev (2e : Zviad Izoria) (3e : Constantin Lupulescu) | Gabriel Sargissian                               | Dennis de Vreught (2e : Aleksandr Moiseenko)                         |
| 1999        | Litochoro       | Sergueï Kariakine (2e : Maxim Rodshtein)                          | Borki Predojević (2e : Daniël Stellwagen) (3e : Gábor Papp) | Nidjat Mamedov (2e : Vugar Gashimov) (2e : Ferenc Berkes)            | Sergueï Grigoriants                              | Teimour Radjabov                                                     |
| 2000        | Kallithéa       | Ian Nepomniachtchi (2e : David Howell)                            | Ievgueni Romanov (2e : Arik Braun)                          | Mark Erwich (2e : Vugar Gashimov)                                    | Ján Markoš (2e : Constantin Lupulescu)           | Artiom Timofeïev                                                     |
| 2001        | Kallithéa       | Vladimir Onichtchouk                                              | Ian Nepomniachtchi                                          | Borki Predojević (2e : Sergueï Kariakine) (3e : Rauf Mamedov)        | Ernesto Inarkiev (2e : Shakhriyar Mamedyarov)    | Zviad Izoria (3e : Vugar Gashimov)                                   |
| 2002        | Peniscola       | Eltaj Safarli (2e : Sanan Siouguirov)                             | Ian Nepomniachtchi                                          | Ievgueni Romanov (2e : Maxim Rodshtein) (3e : Viktor Láznička)       | Aleksandr Kharitonov (2e : Artiom Iline)         | Shakhriyar Mamedyarov (2e : Mateusz Bartel)                          |
| 2003        | Budva           | Samvel Ter-Sahakian (2e : Sanan Siouguirov)                       | Eltaj Safarli                                               | Siarheï Jyhalka (3e : Magnus Carlsen)                                | Csaba Balogh (2e : Rauf Mamedov)                 | Mateusz Bartel (2e : Radosław Wojtaszek) (3e : Aleksandr Kharitonov) |
| 2004        | Ürgüp           | Robert Aghassarian (3e : Dariusz Swiercz)                         | Sanan Siouguirov                                            | Guiorgui Margvelachvili                                              | Rauf Mamedov                                     | Radosław Wojtaszek (3e : Youriï Kryvoroutchko)                       |
| 2005        | Herceg Novi     | Konstantin Nikologorski                                           | Sanan Siouguirov (2e : Stanislav Bogdanovitch)              | Davit Benidze                                                        | Zaven Andriasian                                 | Pawel Czarnota (2e : Nikita Vitiougov) (3e : Viktor Láznička)        |
| 2006        | Herceg Novi     | Arseni Chourounov (2e : Illia Nijnik)                             | Ivan Boukavchine                                            | Péter Prohászka                                                      | Romain Édouard                                   | Siarheï Jyhalka (2e : Zaven Andriasian)                              |

### Depuis 2007
Les premiers championnats des moins de 8 ans furent organisés à Batoumi de 2007 à 2010..
| Année, Lieu | Année, Lieu | Moins de 8 ans                 | Moins de 10 ans                                                        | Moins de 12 ans                                   | Moins de 14 ans                                                           | Moins de 16 ans                                                         | Moins de 18 ans                                                        |
| ----------- | ----------- | ------------------------------ | ---------------------------------------------------------------------- | ------------------------------------------------- | ------------------------------------------------------------------------- | ----------------------------------------------------------------------- | ---------------------------------------------------------------------- |
| 2007        | Sibenik     | Nikita Aiyvazyan (à Batoumi)   | Kirill Alekseïenko (2e : Grigori Oparine)                              | Illia Nyjnyk                                      | Sanan Siouguirov                                                          | Vougar Rassoulov (2e : Sébastien Feller)                                | Ivan Šarić (2e : Romain Édouard)                                       |
| 2008        | Herceg Novi | Denizcan Temizkan (à Batoumi)  | Cemil Can Ali Marandi                                                  | Kiprian Berbatov                                  | Ivan Boukavchine (2e : Vladislav Kavalïow)                                | Illia Nyjnyk (2e : Samvel Ter Sahakian) (3e : Péter Prohászka)          | Xavier Vila Gazquez                                                    |
| 2009        | Fermo       | Abdulla Gadimbayli (à Batoumi) | Benjámin Gledura (2e : Evgueni Chtembouliak) (3e : Francesco Rambaldi) | Ievgueni Zanan                                    | Kamil Dragun                                                              | Gil Popilski (2e : Robin van Kampen)                                    | Samvel Ter-Sahakian                                                    |
| 2010        | Batoumi     | Abdulla Gadimbayli             | Viktor Gažík                                                           | Cemil Can Ali Marandi (2e : Evgueni Chtembouliak) | Oleksandr Bortnyk                                                         | Ivan Boukavchine 3e : Vladislav Kavalïow)                               | Vasif Durarbeyli (2e : Samvel Ter-Sahakian)                            |
| 2011        | Albena      | Alex Krstulovic                | Evgenios Ioannidis                                                     | Haïk M. Martirosian                               | Cemil Can Ali Marandi (2e : Jan-Krzysztof Duda) (3e : Vladislav Artemiev) | Oleksandr Bortnyk (2e : Hovhannes Gabouzian)                            | Nils Grandelius                                                        |
| 2012        | Prague      | Tsvetan Stoyanov               | Andreï Essipenko                                                       | Haik M. Martirossian                              | Jan-Krzysztof Duda                                                        | Kacper Drozdowski (2e : Avital Boruchovsky) (3e : David Antón Guijarro) | Vadim Moïsseïenko (2e : Hovhannes Gabouzian)                           |
| 2013        | Budva       | Aydın Süleymanlı               | Kagan Aydincelebi                                                      | Viktor Matviishen                                 | Jorden van Foreest                                                        | Kirilll Alekseïenko                                                     | Vladimir Fedosseïev (2e : Hovhannes Gabouzian) (3e : Maksim Tchigaïev) |
| 2014        | Batoumi     | Ilia Makoveïev                 | Mamikon Gharibian                                                      | Viktor Matviishen                                 | Timour Fakhroutdinov                                                      | Cemil Can Ali Marandi                                                   | Avital Boruchovsky                                                     |
| 2015        | Poreč       | Mikhei Navoumenka              | Ilia Makoveïev                                                         | Kiril Choubine                                    | Sergueï Lobanov                                                           | Leonid Sawlin                                                           | Cemil Can Ali Marandi                                                  |
| 2016        | Prague      | Artem Pinguine                 | Volodar Mourzine                                                       | Mamikon Gharibyan                                 | Salvador Guerra Rivera                                                    | Timour Fakhroutdinov                                                    | Manuel Petrossian                                                      |
| 2017        | Mamaia      | Tran Nam Giang                 | Marc'Andria Maurizzi                                                   | Aydın Süleymanlı                                  | Jonas Bjerre                                                              | Andreï Essipenko 3e : Bogdan-Daniel Deac                                | Jesper Sondergaard Thybo                                               |
| 2018        | Riga        | Jahandar Azadaliyev            | Artim Pinguine                                                         | Volodar Mourzine                                  | Stefan Pogossian                                                          | Francesco Sonis                                                         | Evgenios Ioannidis                                                     |
| 2019        | Bratislava  | Yağız Kaan Erdoğmuş            | Savva Vetohkine                                                        | Marc'Andria Maurizzi                              | Sebastian Kostolansky                                                     | Armen Barseghian                                                        | Thai Dai Van Nguyen                                                    |

## Palmarès féminin
| Année | Lieu            | Moins de 8 ans         | Moins de 10 ans                              | Moins de 12 ans         | Moins de 14 ans                                | Moins de 16 ans                          | Moins de 18 ans                          |
| ----- | --------------- | ---------------------- | -------------------------------------------- | ----------------------- | ---------------------------------------------- | ---------------------------------------- | ---------------------------------------- |
| 1991  | Mamaia          |                        | Sabina Popescu                               | Sofiko Tkeshelashvili   | Maïa Lomineichvili                             | Ilaha Kadimova                           |                                          |
| 1992  | Rimavská Sobota |                        | Regina Pokorna                               | Alina Tarachowicz       | Antoaneta Stefanova                            | Inna Gaponenko                           |                                          |
| 1993  | Szombathely     |                        | Viktorija Čmilytė                            | Iweta Radziewicz        | Natalia Joukova                                | Natalia Kisseleva                        |                                          |
| 1994  | Băile Herculane |                        | Alexandra Kosteniouk                         | Ana Matnadzé            | Iweta Radziewicz                               | Natalia Joukova                          | Mónika Grábics (2e : Elina Danielian)    |
| 1995  | Verdun          |                        | Nadejda Kosintseva                           | Ana Matnadzé            | Cristina Moshin                                | Szidónia Vajda                           | Marta Zielinska                          |
| 1996  | Rimavská Sobota |                        | Tatiana Kosintseva                           | Alexandra Kosteniouk    | Cristina Moshin                                | Vladislava Kalinina                      | Monika Bobrowska                         |
| 1997  | Tallinn         |                        | Nana Dzagnidzé                               | Nadejda Kosintseva      | Ana Matnadzé                                   | Ekaterina Polovnikova                    | Anna Dorofeïeva                          |
| 1998  | Mureck          |                        | Anna Mouzytchouk                             | Marie Sebag             | Lela Javakhichvili                             | Ana Matnadzé                             | Dana Reizniece                           |
| 1999  | Litochoro       |                        | Silvia Raluca Sgarcea                        | Nana Dzagnidzé          | Marie Sebag                                    | Ana Matnadzé                             | Dana Reizniece                           |
| 2000  | Kallithéa       |                        | Anna Mouzytchouk                             | Valentina Gounina       | Ramara Tchistiakova                            | Natalia Pogonina                         | Nadejda Kosintseva                       |
| 2001  | Kallithéa       |                        | Ielena Taïrova                               | Iozefina Păuleţ         | Kateryna Lahno                                 | Maria Koursova                           | Inga Tcharkhalachvili                    |
| 2002  | Peniscola       |                        | Mariya Mouzytchouk                           | Anna Mouzytchouk        | Turkan Memedjarova (2e : Karina Ambartsoumova) | Marie Sebag                              | Alina Motoc                              |
| 2003  | Budva           |                        | Nazi Paikidze                                | Anastassia Bodnarouk    | Anna Mouzytchouk                               | Maria Fominykh                           | Natalia Pogonina                         |
| 2004  | Ürgüp           |                        | Meri Arabidze                                | Lara Stock              | Anna Mouzytchouk                               | Valentina Gounina                        | Salomé Melia                             |
| 2005  | Herceg Novi     |                        | Varvara Mestnikova                           | Nazi Paikidze           | Varvara Repina                                 | Inna Ivakhinova (2e : Natacha Benmesbah) | Salomé Melia (3e : Baïra Kovanova)       |
| 2006  | Herceg Novi     |                        | Daria-Ioana Visanescu                        | Meri Arabidze           | Varvara Repina                                 | Kübra Öztürk                             | Anna Gasik                               |
| 2007  | Sibenik         |                        | Cécile Haussernot                            | Aleksandra Lach         | Nazi Paikidze                                  | Kubra Öztürk                             | Inna Ivakhinova                          |
| 2008  | Herceg Novi     |                        | Liza Kisteneva                               | Anna Stiajkina          | Meri Arabidze                                  | Nazi Paikidze                            | Kateřina Němcová                         |
| 2009  | Fermo           |                        | Anna Vassenina                               | Cécile Haussernot       | Marsel Efroimski                               | Katarzyna Adamowicz                      | Olga Guiria                              |
| 2010  | Batoumi         | Gabriela Antova        | Oliwia Kiołbasa                              | Aleksandra Goriatchkina | Ulviyya Hasil Fataliyeva                       | Mariam Danelia                           | Keti Tsatsalashvili                      |
| 2011  | Albena          | Nurgyul Salimova       | Alicja Śliwicka (2e : Annamária Marjanovics) | Anna Vassenina          | Aleksandra Goriatchkina                        | Maria Severina                           | Diana Baciu                              |
| 2012  | Prague          | Maria Koutianina       | Anastassia Zotova                            | Anastasia Avramidou     | Katsiaryna Beinenson                           | Mariya Tantsiura                         | Aleksandra Goriatchkina                  |
| 2013  | Budva           | Laura Czernikowska     | Anastasia Vuller                             | Polina Chouvalova       | Gunay Mammadzada                               | Anna Stiajkina                           | Nastassia Ziazioulkina                   |
| 2014  | Batoumi         | Emilia Zavivaïeva      | Malak Ismayil                                | Ekaterina Goltseva      | Anastasia Avramidou                            | Mai Narva                                | Ulviyya Fataliïeva                       |
| 2015  | Poreč           | Veronika Veremiouk     | Galina Mironenko                             | Ielizaveta Solojenkina  | Anna Kotchoukova                               | Anna Maja Kazarian                       | Nino Khomeriki                           |
| 2016  | Prague          | Aleksandra Chvedova    | Zsóka Gaál                                   | Sila Caglar             | Aleksandra Maltsevskaïa                        | Fiona Sieber (2e : Marta García Martín)  | Nino Khomeriki                           |
| 2017  | Mamaia          | Sofia Sverguina        | Veronika Choubenkova                         | Galina Mironenko        | Govhar Beydullayeva                            | Olga Badelka (2e : Jana Schneider)       | Sona Asatryan (3e : Marta García Martín) |
| 2018  | Riga            | Ekaterina Choubovskaïa | Aleksandra Chvedova                          | Olga Karmanova          | Ayan Allahverdiyeva                            | Kamalia Boulatova                        | Aleksandra Dimitrova                     |
| 2019  | Bratislava      | Dinara Huseynova       | Anna Choukhman                               | Aleksandra Chvedova     | Ayan Allahverdiyeva                            | Patrycja Waszczuk                        | Alicja Śliwicka                          |